# Peter Frey (Journalist, 1957)

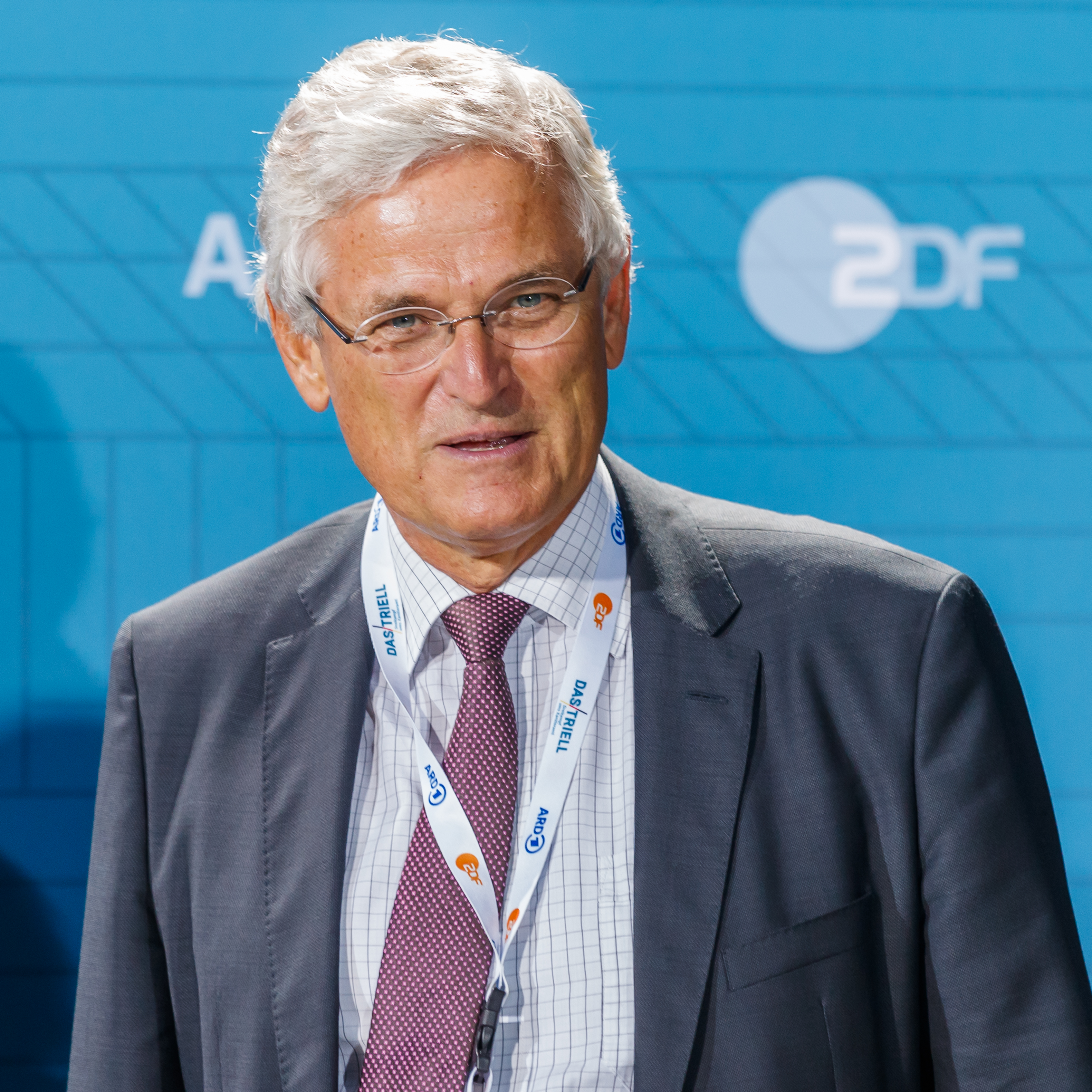
Peter Frey (2021)

Peter Frey (* 4. August 1957 in Bingen) ist ein deutscher Journalist und Fernsehmoderator. Er war von April 2010 bis September 2022 Chefredakteur des ZDF.

## Leben

### Ausbildung
Nach dem Abitur am Stefan-George-Gymnasium in Bingen 1976 leistete Frey Zivildienst und studierte ab 1978 Politikwissenschaft, Pädagogik und Spanisch an der Johannes Gutenberg-Universität Mainz sowie, als Stipendiat des spanischen Außenministeriums, in Madrid. Er promovierte 1986 in Mainz über das Thema Spanien und Europa: Die spanischen Intellektuellen und die Europäische Integration.

### Journalismus
Bereits während seines Studiums war er als Moderator im Hörfunkprogramm des Südwestfunks tätig und schrieb für die Frankfurter Rundschau und Die Zeit.
1983 wurde er Redakteur beim ZDF und berichtete für das heute-journal aus Nicaragua, Mexiko, Polen und Spanien. Ab 1988 war er als persönlicher Referent des damals neu gewählten ZDF-Chefredakteurs Klaus Bresser unter anderem zuständig für die Interview-Reihe Was nun, …?
1991 ging Frey als Korrespondent und stellvertretender Leiter des dortigen ZDF-Studios nach Washington, von wo aus er über den Golfkrieg berichtete. Von 1992 bis 1998 leitete er das ZDF-Morgenmagazin und moderierte die Sendung gemeinsam mit Maybrit Illner, Gundula Gause und Cherno Jobatey.
Von 1998 bis 2001 war er Leiter der ZDF-Hauptredaktion Außenpolitik. In dieser Zeit moderierte er das auslandsjournal, zahlreiche Sondersendungen und die Sendung ZDF Royal. Er entwickelte das tägliche ZDF-Europa-Journal heute – in Europa und trat als Autor der Auslandsreportagen Wer rettet Russland? und Der Fluch des Öls in Erscheinung.

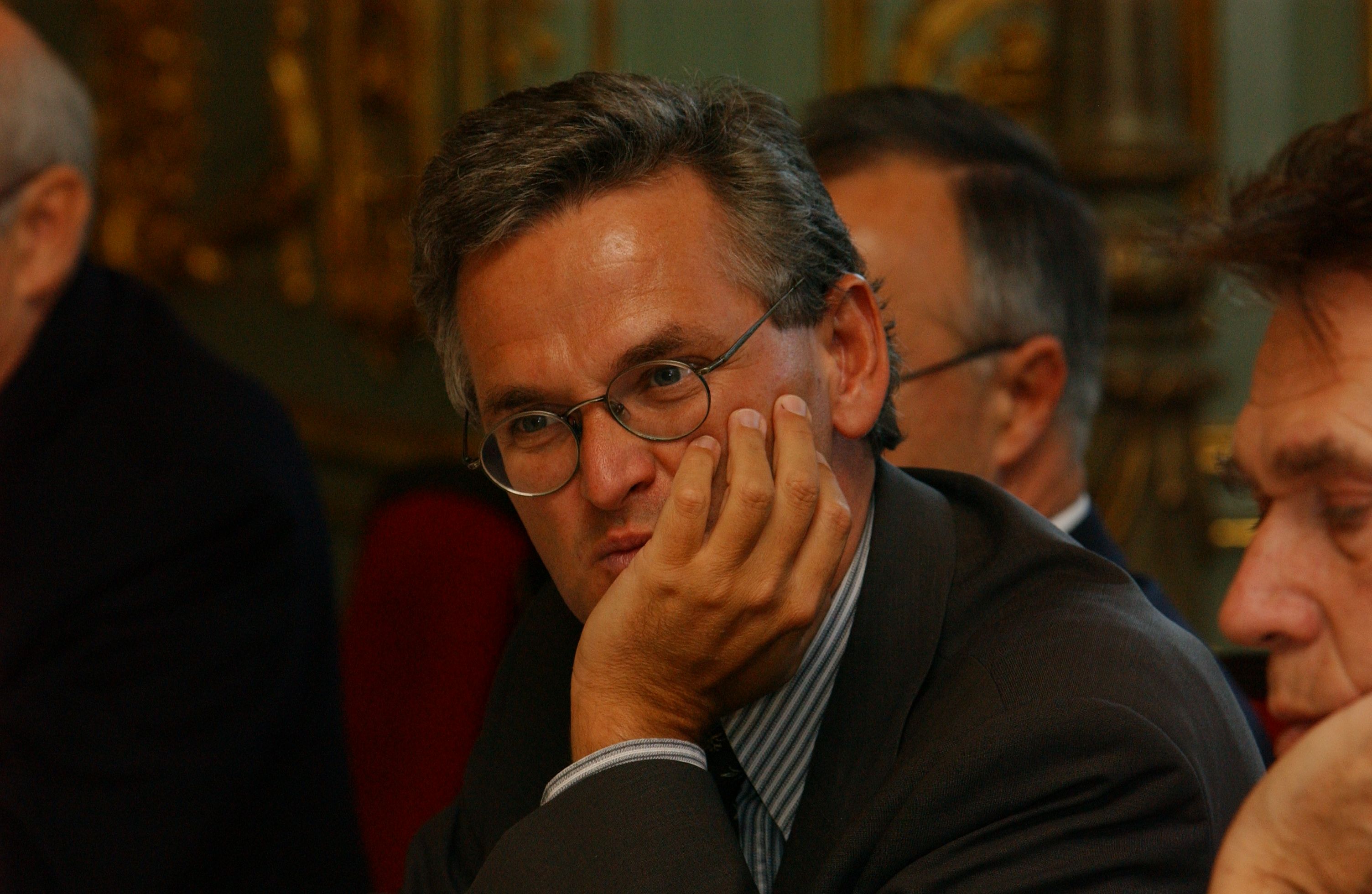
Peter Frey auf dem Europapolitischen Dialog in Berlin (2003)

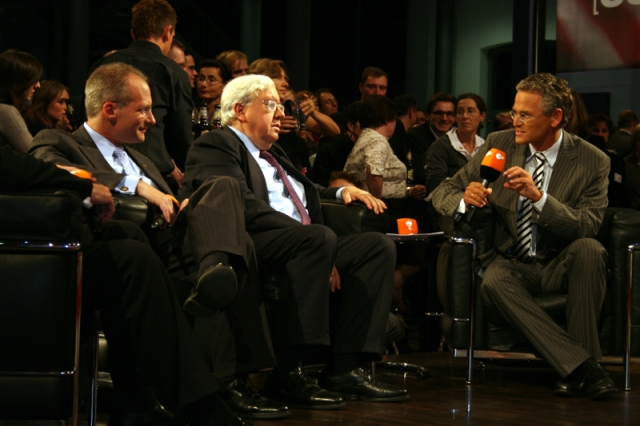
Peter Frey (rechts) im Interview mit dem Geschäftsträger der US-Botschaft John M. Koenig (links) und dem früheren Botschafter John Kornblum (Mitte), 2008

Von 2001 bis 2010 war Frey Leiter des ZDF-Hauptstadtstudios in Berlin und moderierte die Sendungen Berlin direkt, ZDF-Sommerinterview und Berliner Runde. Für die ZDF-Nachrichtensendungen heute und heute-journal analysierte er aktuelle politische Entwicklungen.
2005 moderierte er zahlreiche ZDF-Sondersendungen über den Tod von Papst Johannes Paul II. und die Wahl von Papst Benedikt XVI. aus Rom. 2008 moderierte er die neunstündige ZDF-Sendung Amerika hat gewählt zur Wahl von Barack Obama und kommentierte die Deutschland-Besuche des amerikanischen Präsidenten.
Von 2003 bis 2009 verfasste er für zdf.de die Online-Kolumne Freytag – Die Woche in Berlin.
Am 10. Dezember 2009 wurde er vom ZDF-Verwaltungsrat als Nachfolger von Nikolaus Brender zum neuen ZDF-Chefredakteur ab 1. April 2010 gewählt. Seine Nachfolgerin als Leiterin des ZDF-Hauptstadtstudios war Bettina Schausten. Sein Vertrag wurde zuletzt 2018 durch den ZDF-Verwaltungsrat bis zum 30. September 2022 verlängert.
Als Chefredakteur führte er die neuen Sendereihen ZDFzoom und ZDFzeit ein, engagierte sich für den Aufbau des ZDF-Digitalkanals ZDFinfo und die Onlinestrategie des Senders. Als Kommentator im heute-journal und Moderator der Interviewreihe Was nun, …? war er weiter auf dem Bildschirm präsent. Seit Peter Freys Wahl zum ZDF-Chefredakteur arbeiteten u. a. Shakuntala Banerjee, Sophie Burkhardt, Benjamin Daniel, Frederic Huwendiek und Miriam Steimer als Programmreferenten für ihn. Mit dem Ende seiner Tätigkeit als Chefredakteur Ende September 2022 wechselte er in den Ruhestand. Seine Nachfolgerin wurde Bettina Schausten.
Peter Frey gehört keiner Partei an. In journalistischen Kreisen gilt er, wie sein Vorgänger Brender auch, als SPD-nah.
Als Autor, Redner und Podiumsdiskutant hat Peter Frey zu den Themen internationale Beziehungen, europäische Integration, deutsche Innenpolitik, deutsche Erinnerungskultur und zu berufsethischen Fragen des Journalismus bzw. den Entwicklungsperspektiven des Fernsehens Stellung genommen.

### Mitgliedschaften in Verbänden, sonstiges Engagement
Seit 2006 ist Frey fellow des Centrums für angewandte Politikforschung an der Ludwig-Maximilians-Universität München.
Außerdem ist Peter Frey Mitglied im Beirat des Amerikanisch-Jüdischen Komitees, zugewähltes Mitglied im Zentralkomitee der deutschen Katholiken, Mitglied des Beirats von Misereor sowie Schirmherr der Malteser Migranten Medizin. Darüber hinaus ist er als stellvertretender Vorsitzender des Stiftungsrats der Körber-Stiftung tätig.
Frey war im Beirat der Bundesakademie für Sicherheitspolitik.

### Privatleben
Peter Frey ist verheiratet und hat eine Tochter. Er bekennt sich zur römisch-katholischen Kirche.

## Schriften
- Spanien und Europa. Die spanischen Intellektuellen und die Europäische Integration, Europa-Union-Verlag, Bonn 1988, ISBN 978-3-7713-0338-9
- 77 Wertsachen – Was gilt heute? Verlag Herder 2009, 224 Seiten, ISBN 978-3-451-06109-7.
- Von Bagdad nach St. Petersburg. Mein Reisetagebuch. Hoffmann und Campe. Hamburg. 2002, ISBN 3-455-09357-4.
- Die Rolle der Medien in internationalen Konflikten in: Bundesakademie für Sicherheitspolitik (Hrsg.) Sicherheitspolitik in neuen Dimensionen. Kompendium zum erweiterten Sicherheitsbegriff. Hamburg/Berlin/Bonn: Verlag E. S. Mittler & Sohn GmbH 2001; 929 S.; ISBN 3-8132-0776-5, S. 903–912
- Politische Themen erfolgreich im Fernsehen vermitteln, aber wie? In: Claudia Mast (Hrsg.) ABC des Journalismus. Ein Handbuch. 13. Aufl., Herbert von Halem Verlag, Köln 2018, ISBN 978-3-7445-0821-6.